# Festival sněhu a ledu
Festival sněhu a ledu v Sapporu (japonsky さっぽろ雪まつり) je festival, který se každoročně koná v únoru v japonském Sapporu a trvá déle než týden. Hlavními místy, kde je pořádán, jsou park Ódori, Susukino a Tsudome.
Celkový počet postavených soch se každoročně pohybuje okolo čtyř set. V roce 2007 bylo 307 soch postaveno v parku Ódori, 32 v Satolandu a 100 v Susukinu. Dobrý pohled na výtvory je z televizní věže v parku Ódori. Během festivalu jsou pořádána různá hudební a taneční vystoupení, akrobatická skákání na lyžích a pro děti jsou zde vyrobeny ledové skluzavky. 

## Historie
Sněhový festival začal jako jednodenní akce v roce 1950, kdy šest místních studentů středních škol postavilo v parku Ódori šest sněhových soch. V roce 1955 se připojili příslušníci Japonských sil sebeobrany z nedaleké základny Makomanai a postavili první masivní sněhové sochy, kterými se festival proslavil. Festivaly sněhu probíhaly v Sapporu již dříve na různých místech, všechny však ustaly v době druhé světové války. 
Při letu ze Sappora do Tokia se 4. února 1966 zřítil do Tokijského zálivu Let All Nippon Airways 60. Na palubě zahynulo všech 126 cestujících a 7 členů posádky. Mnozí cestující se vraceli do Tokia poté, co zhlédli festival sněhu a ledu. V důsledku energetické krize byly v roce 1974 použity při stavbě soch prázdné sudy. Stalo se tak kvůli nedostatku benzinu, kdy mnoho nákladních automobilů, používaných k přepravě sněhu, nemohlo vyjet. V témže roce byla zahájena mezinárodní soutěž a spoustu soch postavily týmy z jiných zemí.

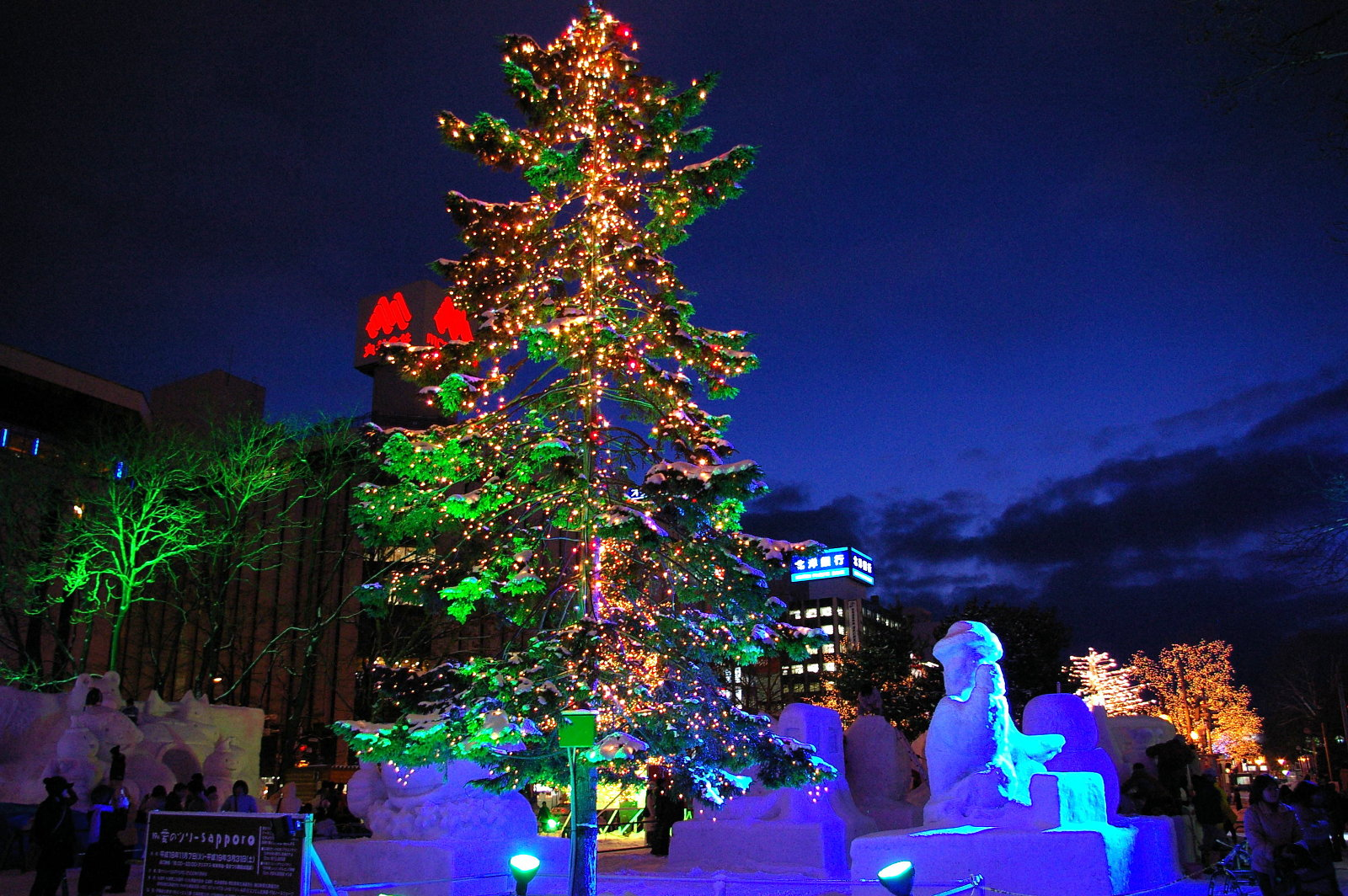

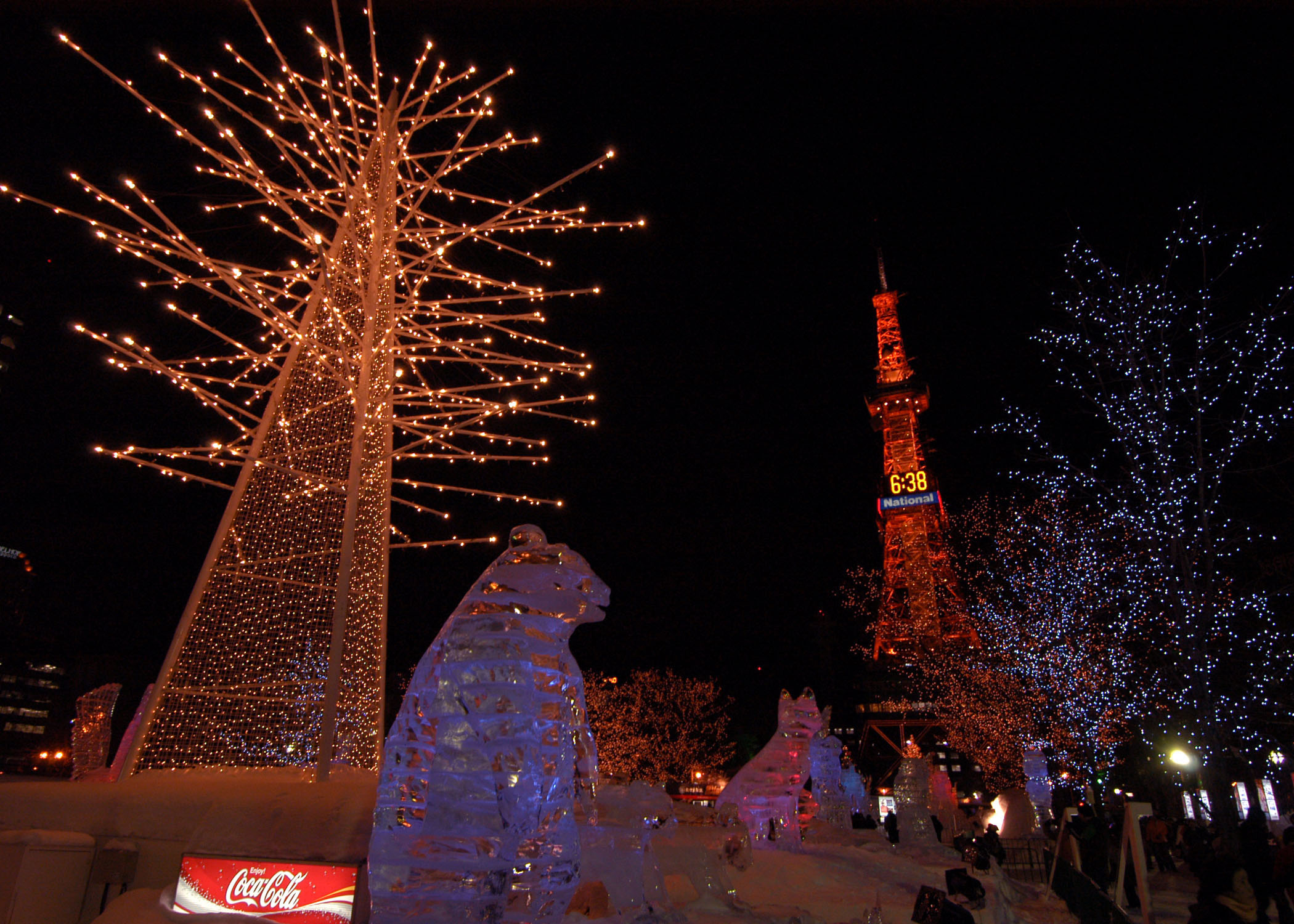

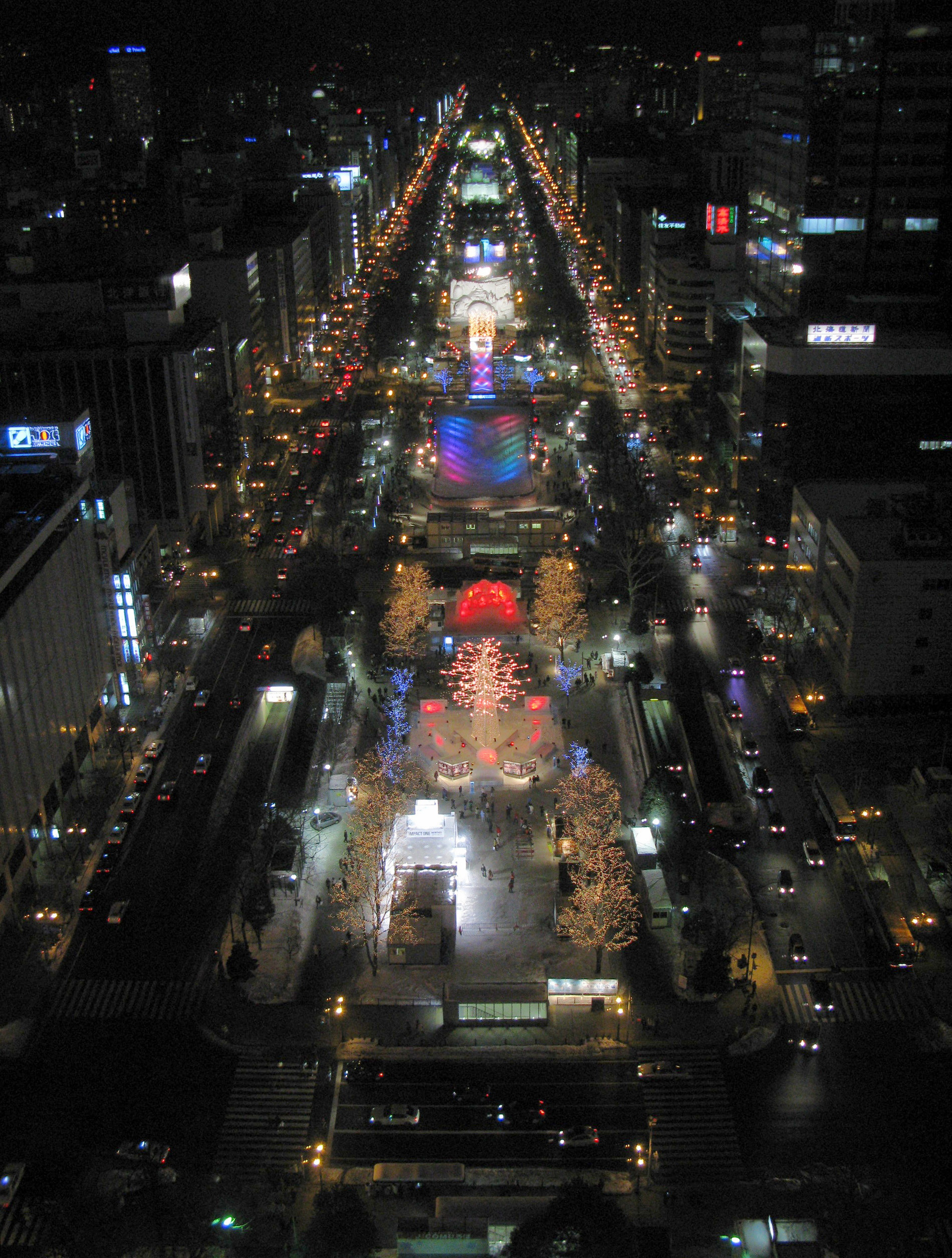